# Парадокси на Зенон
Парадоксите или апории (на старогръцки – απωρια – затруднение, недоумение, главоблъсканица) на Зенон Елейски са кратки твърдения, чрез които древногръцкият философ илюстрира тезата си за единството и непрекъснатостта на битието.

## Въведение
Често разпространено, но и погрешно е мнението, че посредством тях се отрича движението и делимостта на пространството. Всъщност Зенон не отрича физическото, сетивното движение, а възможността да бъде непротиворечиво отразено с понятията на човешкото мислене. В апориите са поставени фундаментални въпроси, свързани с отношението пространство-време-движение. (С тази проблематика повече от две хилядолетия по-късно се занимава Алберт Айнщайн в своята „Теория на относителността“). Оригиналният текст на апориите не е достигнал до наши дни, но те са сравнително точно предадени и критически анализирани от Аристотел в неговата „Физика“. Най-известните апории на Зенон са четири. В реда, в който са цитирани от Аристотел, те са:

### „Дихотомия“
Дихотомия – (на старогръцки διχοτομία – „деление на две“). Зенон дава за пример една стрела, която трябва да измине при полета си определено разстояние. За да прелети от единия до другия край на разстоянието, тя преди това трябва да измине половината от него, след като измине половината от разстоянието, неизбежно ще последва и моментът, в който стрелата ще трябва да измине и другата половина от половината, тоест една четвърт от цялото разстояние. Намирайки се на разстояние 1/4 от целта стрелата ще стигне до половината от оставащата и 1/4, тоест 1/8 от пътя. Така всеки път приближавайки се до целта, на стрелата ще и предстои да достига до половината от оставащото и разстояние, независимо колко малко е това разстояние. Следователно, по тази логика би се получило едно безкрайно приближаване и стрелата никога няма да достигне целта, освен ако последната половина от пространството няма среда, тоест ако пространството е делимо само до някакъв краен предел. Ако пространството е делимо (което според хипотезата, предложена от Зенон е делимо до безкрайност), то стрелата изобщо не може да полети, или поне този полет не може да бъде описан по логически път.

### „Ахил и костенурката“
Митичният герой Ахил трябва да настигне една костенурка (в други версии на апорията – Хубавата Елена), която се движи десет пъти по-бавно от него и се намира на един стадий преди него. Той никога не може да го направи, защото преди да стигне до костенурката, трябва първо да стигне до мястото, където тя е била, когато той е тръгнал да изминава съответното разстояние, а тя за това време ще се е придвижила още напред и ще е оставила още разстояние. Когато Ахил измине и следващото разстояние, костенурката ще се е придвижила още напред и така до безкрайност – всеки път, когато Ахил стигне до точката, където е била костенурката, тя ще се е придвижила още напред. Следователно движението е логически противоречиво, и не може да бъде описано с мисловните категории.

### „Стрелата“
Тук отново за пример Зенон дава полета на една стрела. Във всеки момент от този полет, стрелата се намира в точно определена точка, и в тази точка се намира в покой. Но сбор от състояния на покой не дава движение, както и сборът от нула и нула не дава едно. Следвайки пътя на логическото описание, стрелата виси неподвижно в пространството без да се движи.

### „Стадион“
В „Стадион“ (или „Стадий“) се привежда логическият парадокс, че едно и също разстояние при една и съща скорост може да бъде изминато за различно време, респективно за едно и също време – различно разстояние. Приведен е следният пример: Нека на стадиона в срещуположна посока бягат с еднаква скорост две колони от атлети, преминавайки покрай неподвижна трета. Нека също атлетите от всяка колона да се намират в съседни точки (атоми) от пространството, където прекарват единица време, и за да се придвижат до следващата изразходват още една единица време. Тогава всяка от движещите се колони за времето, необходимо да премине покрай две части от неподвижната колона, т.е. за четири единици време, ще премине покрай четири части на другата движеща се колона. Това обаче е логически невъзможно от гледна точка на атомистично разбираното пространство, тъй като на всяка негова единица съответства само едно състояние на покой. Следователно, за да се разминат двете движещи се колони са необходими четири, а не две единици време, както би било в случая, ако времето и пространството бяха безкрайно делими. На практика обаче е изминало едно и също време. (Предполагаме, че подвижните и неподвижната колони са от по двама души)

### Други
На Зенон с по-голяма и по-малка достоверност се приписват и други апории, най-известна от които е „Чувалът с жито“. Ако от един чувал бъде изсипано върху земята цялото му съдържание от многобройни житни зърна, би се чул шум. Шумът на всички зърна обаче е сбор от шума на всяко едно от тях поотделно. Но ако бъде пуснато само едно зърно, шум не се чува. Следователно и при всичките не би трябвало да се чува. Обаче шум има. Тази апория, макар и лесно обяснима от съвременно гледна точка е пример за начина на философско разсъждение на Зенон.
- Различни антични писатели приписват авторството било на „Дихотомия“, било на „Ахил и костенурката“ на Парменид (Симплиций, Коментър към „Физика“, 134:2).

## Значение на парадоксите
Апориите на Зенон са анализирани от най-дълбока древност от гледна точка на различни науки. Като цяло анализите на темата могат да бъдат групирани в две основни категории – мислители, които се опитват (и в известен смисъл намират) решение на проблемите, поставени в апориите и такива, които твърдят, че доказателство няма и аргументите на Зенон са безупречни. И в двата случая обаче това дава тласък за развитието на съответната наука и нейната методология. Основно парадоксите, представени в апориите, са предмет на изследване от страна на философията, математиката и физиката.

### Философия
Пръв Аристотел се занимава подробно и внимателно с апориите в своята „Физика“. Той обаче не критикува аргументите на Зенон, а техните предпоставки. Всъщност може да се каже, че Аристотел практически донякъде се съгласява с тезите на Зенон: „Зенон разсъждава неправилно… той изхожда от това, че времето е безкрайно делимо…“. А самият Зенон с апориите си иска да подчертае именно това, че времето и пространството са изобщо неделими. Въпреки това и именно в критиката си на апориите, Аристотел стига до понятието континуум, което става основополагащо за бъдещото развитието и на философията, и на математиката.
На по-задълбочен анализ апориите са подложени в по-късната философия. Декарт, Лайбниц представителите на немската класическа философия, се занимават обстойно с тях. Следвайки Аристотел, но и в противоречие на него, Декарт пише: „Невъзможно е съществуването на някакви атоми материя, които да са неделими по природата си, както си въобразяват някои философи“. Според Декарт Безкраен е само Бог, но именно поради това Той е и непознаваем. Той твърди, че е нелепо „крайни същества“, каквито са хората, да си представят безкрайността в цялата ѝ същност, след като тя е познаваема само в своите атрибути. За разлика от Аристотел, Декарт не смята Вселената за безкрайна. Той не признава „атомизма“ нито в математиката, нито във философията. Затова и въпреки външното сходство, критиката на Декарт трябва да бъде отличавана от тази на Аристотел.
От своя страна Лайбниц допуска съществуването на безкрайността както като атрибут на Бога, така и като част от тварния свят. В своята критика Лайбниц заема позиция, отличаваща се както от античната (Аристотел), така и от възгледите на „картезианците“ (Декарт). Като реплика към апориите, Декарт пише в писмото си до Малбранш: „Отговорът е, че нашият ум, бидейки краен, не разбира безкрайното и е неправилен, тъй като ние не можем да докажем нещо, което не разбираме“. По такъв начин Лайбниц всъщност не толкова опонира, колкото категоризира мястото на апориите в рамките на цялостната философска система.
Знаменателно е, че в периода, когато идеята за делимостта до безкрайност и понятието „безкрайно малко“ е била твърде интригуваща за различните науки, Волтер, с присъщото си остроумие отбелязва: „математическият анализ е изкуството да се пресмята и изчислява точно това, което е непостижимо за разума“.
Имануел Кант също се опитва да разреши проблема с безкрайността и делимостта. Той е и първият, който в критиката си взема предвид както затрудненията, създадени от тях за философията, така и тези, възникнали пред математиката. Но той така или иначе не стига до окончателна концепция по въпроса. На практика той го приема за отправна точка при въвеждането на своята гносеологична агноститична теория, поставяйки в крайна сметка с нова острота същия въпрос за познаваемостта на света в своята идея за „res in se“ (нещото в себе си).
Що се отнася до по-късните философски системи (марксизъм, позитивизъм), те по-скоро репликират, отколкото по същество се занимават с дадената проблематика.
Своеобразна трактовка дава на апориите Хорхе Луис Борхес в разказите си „Тльон, Укбар и Orbis Tertius“ и „Смърт и компас“.

### Математика
Ранните опровержения на апориите от страна на математиката са свързани с прилагането на математически методи, като този на допълнителното постоение. Например при апорията „Ахил и костенурката“ се задава, че стадият, на който те отстоят в началото, е само част от дистанцията, която в крайна сметка трябва да бъде измината. Така например, ако първоначалната дистанция е 100 метра, а общата – 1000 метра, и се предполага, че Ахил се движи 10 пъти по-бързо от костенурката, то времето, за което костенурката ще измине оставащите ѝ 900 м. до финала е равно едва на 900 от това на Ахил, или иначе казано процента от времето, необходимо на Ахил, за да стигне до него, Ахил, известен като добър бегач, ще надмине костенурката някъде още в самото начало. Но както справедливо отбелязва Декарт, това е заобикаляне на проблема, а не негово разрешаване.
От гледна точка на математиката парадоксите на Зенон се смятат за разрешени след създаването на математическия анализ от Исак Нютон и Готфрид Лайбниц през 17 век и неговото формално предефиниране от Карл Вайерщрас и Огюстен Коши два века по-късно. Анализът създава методология за работа с безкрайно малки числа и безкрайни редици.
Например, парадоксът за Ахил и костенурката може да бъде решен по следния начин:
Ако костенурката се движи с постоянна скорост v и получава начална преднина d, а Ахил се движи със скорост xv, където x > 1, на него му е необходимо време d/xv, за да стигне до началната позиция на костенурката, а тя за това време е изминала d/x. След това на Ахил му е необходимо време d/x2v, за да измине второто разстояние, а в същото време костенурката изминава още d/x2 и така нататък. Така, необходимото време, за да бъде настигната костенурката, може да се изчисли като сума от членовете на сходящ ред:
{\displaystyle {\frac {d}{v}}\sum _{k=1}^{\infty }\left({\frac {1}{x}}\right)^{k}={\frac {d}{v(x-1)}}\,}
Останалите апории могат да бъдат решени по подобен начин.
(Изводът е спорен, диференциалното смятане използва граници, т.е. безкрайно приближение, същото в логически аспект е и аргумент на апорията)

### Физика
Освен от цитираните учени, проблемът за непрекъсността е разгледан от философи като Николай Кузански и Джордано Бруно. На сериозен анализ във връзка тъкмо с апориите на Зенон тази тема се подхваща от физиците в по-ново време Галилео Галилей и Исак Нютон се спират на тази проблематика в творчеството си.
Галилей, въвеждайки понятието за „безкрайния брой на безкрайно малките числа“ вече има предвид видимата безкрайност, избягвана от античната математика и физика“. Опитвайки се да се пребори с идеята за безкрайната делимост, Нютон създава своята теория за „флуксациите“: „Количествата, а също техните отношения, които през периода на всяко крайно време се стремят към равенство, се приближават в края на това време по-близо едно до друго, отколкото към всичко друго, и в крайна сметка ще бъдат равни“.
Макар и без пряка връзка с идеите на зеноновите апории, съвременната физика предоставя на мисленето парадокси, съизмерими с тях.
В началото на изучаването на елементарните частици от страна на физиката, учените си представят електроните, фотоните и т.н. като мънички сфери. Но емпиричните опити показват, че един електрон, или друга частица може да „премине“ както през повече от едно отверстие, така и едновременно през две или повече. Оказва се, че електронът съществува едновременно на две места, без при това да се разделя на части. По-късно, за да разрешат този парадокс, част от физиците започват да смятат, че частиците не са „мънички сфери“, а енергийни вълни. Постепенно се стига до извода, че електронът може да бъде едновременно и вълна, и частица, като запазва свойствата и на двете. Самите частици са наречени „кванти“, които днес са едно от основните понятия във физиката. Но физиците са изумени от факта, че свойствата на кванта се проявяват и могат да бъдат определени само в момента на тяхното измерване. При последващо измерване те проявяват съвсем различни, често съвсем противоположни качества. Нилс Бор стига до парадоксалния извод, че няма никакъв смисъл да се говори за свойства на квантите преди тяхното измерване и определението на материята зависи от самия акт на наблюдение. На Бор възразява Айнщайн, който споделя, че при определени условия могат да бъдат открити групи от частици, които „все пак“ притежават достатъчно близки характеристики.

## Антични източници
- Елеати, изд. „ЛИК“, С. 1996, ISBN 945-607-061-0